# Liste der Baudenkmäler in Bürgstadt
Auf dieser Seite sind die Baudenkmäler in dem unterfränkischen Markt Bürgstadt zusammengestellt. Diese Tabelle ist eine Teilliste der Liste der Baudenkmäler in Bayern. Grundlage ist die Bayerische Denkmalliste, die auf Basis des Bayerischen Denkmalschutzgesetzes vom 1. Oktober 1973 erstmals erstellt wurde und seither durch das Bayerische Landesamt für Denkmalpflege geführt wird. Die folgenden Angaben ersetzen nicht die rechtsverbindliche Auskunft der Denkmalschutzbehörde.

In dieser Kartenansicht sind Baudenkmäler ohne Koordinaten mit einem roten bzw. orangen Marker dargestellt und können in der Karte gesetzt werden. Baudenkmäler ohne Bild sind mit einem blauen bzw. roten Marker gekennzeichnet, Baudenkmäler mit Bild mit einem grünen bzw. orangen Marker.

## Ensembles

### Ensemble Freudenberger Straße/Hauptstraße

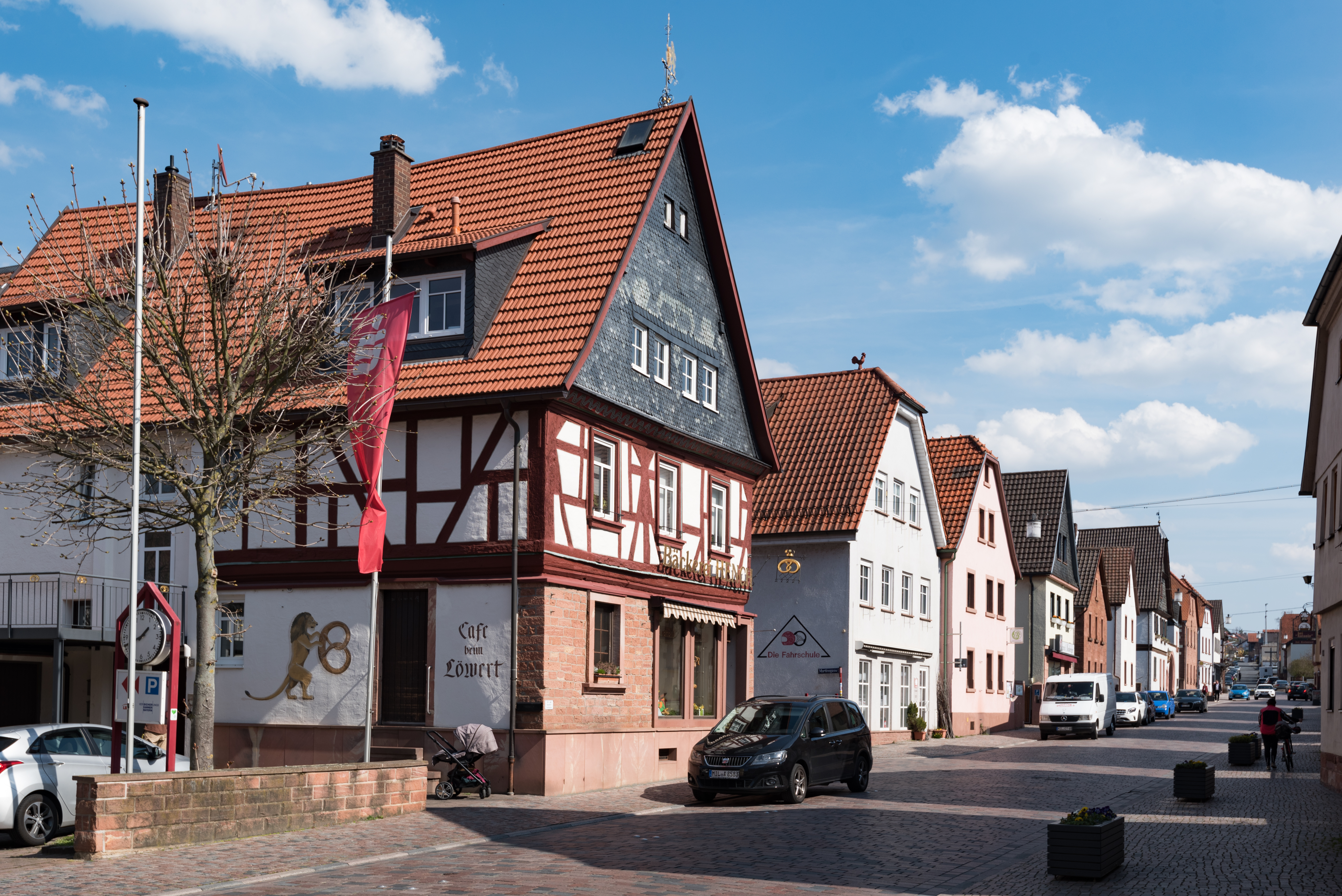
Nördliche Häuserzeile der Hauptstraße von Westen

Das Ensemble umfasst die beiden bei dem Renaissance-Rathaus der Marktgemeinde nahezu rechtwinklig aufeinanderstoßenden Hauptstraßen-Züge in den Bereichen, die überwiegend durch historische Bausubstanz geprägt werden. Der Ort wurde 1351 vom Mainzer Erzbischof an das Mainzer Domkapitel übergeben; der Aufstieg, der danach einsetzte, manifestiert sich insbesondere in dem Rathausbau von 1590/92. Fast durchweg bestimmen zweigeschossige Giebelhäuser, darunter einige mit Krüppelwalmdach, die beiden Straßen. Sie zeigen zum Teil Fachwerk, auch verputzt, und entstammen meist dem 16. bis 19. Jahrhundert, wohl fast ausschließlich als Ackerbürger- bzw. Häckerhäuser errichtet. In die strenge Reihenbebauung ordnet sich auch die Pfarrkirche mit ihrer Westpartie ein. Vorwiegend durch Kleinhausbebauung zeichnet sich die beim Rathaus abzweigende Krummgasse aus. Umgrenzung: Freudenberger Straße 1–4, 6–11, 15–25, 27–39, 41–44, 46, 47, 48, 49, 51, 52, 54, 55, Hauptstraße 1a, 1–10, 12, 14–26, 28, 30, 32, 34, Krummgasse 1, 2, 4, 8, 10, Martinsgasse 2.
Aktennummer: E-6-76-116-1.

## Baudenkmäler
| Lage                                                                                   | Objekt                                 | Beschreibung | Akten-Nr.                        | Bild             |
| -------------------------------------------------------------------------------------- | -------------------------------------- | --- | -------------------------------- | ---------------- |
| Eichenbuckel (Standort)                                                                | Kirchenruine                           | einschiffiges Langhaus mit eingezogenem Rechteckchor, nachgotisch, bezeichnet 1630, nie vollendete Bauruine | D-6-76-116-50 Wikidata           | weitere Bilder   |
| Erf, Hauptstraße, Miltenberger Straße (Standort)                                       | Brücke                                 | vierbogige Steinbrücke (davon ein Bogen verfüllt) mit vier zumeist spitz zulaufenden Pfeilern, an unterstromiger Seite die beiden mittleren halbrund zulaufend, sowie steinerner Brüstung, Sandstein, wohl 17. Jahrhundert, Verbreiterung nach oberstrom, 20. Jahrhundert | D-6-76-116-32 Wikidata           | weitere Bilder   |
| Erf, Hauptstraße, Miltenberger Straße (Standort)                                       | Bildstock                              | Inschriftsäule mit Volutenkapitell, Engelskopf und Reliefaufsatz 'Hl. Michael' mit Kreuzbekrönung, bezeichnet 1620 (Chronogramm) | D-6-76-116-32 Wikidata           | weitere Bilder   |
| Erf, Hauptstraße, Miltenberger Straße (Standort)                                       | Johann-Nepomuk-Figur                   | auf halbrunden Brückenpfeiler, Sandstein, 18. Jahrhundert, Sockel erneuert | D-6-76-116-32 Wikidata           | weitere Bilder   |
| Freudenberger Straße 3 (Standort)                                                      | Wohnhaus                               | giebelständiger eingeschossiger Satteldachbau mit verputztem Fachwerk, 18. Jahrhundert | D-6-76-116-2 Wikidata            | Wohnhaus         |
| Freudenberger Straße 11 (Standort)                                                     | Wohnhaus                               | eingeschossig, 18. Jahrhundert | D-6-76-116-3 Wikidata            | weitere Bilder   |
| Freudenberger Straße 11 (Standort)                                                     | Torpfosten                             | bezeichnet 1532 | D-6-76-116-3 Wikidata            | BW               |
| Freudenberger Straße 15 (Standort)                                                     | Bauernhaus                             | zweigeschossiger Halbwalmdachbau mit Zierfachwerkobergeschoss in Ecklage, Erdgeschoss verändert, 2. Hälfte 18. Jahrhundert | D-6-76-116-4 Wikidata            | weitere Bilder   |
| Freudenberger Straße 20 (Standort)                                                     | Torhaus                                | ab 1728 Schule mit Lehrerwohnung, zweigeschossiges Gebäude über dem Zugang zum ehem. ummauerten Kirchhof, massives verputztes Erdgeschoss mit Rundbogendurchfahrt und Rundbogentür, Sandstein, möglicherweise noch 16. Jahrhundert, Fachwerkobergeschoss mit Halbwalmdach, bezeichnet 1728 | D-6-76-116-9 Wikidata            | weitere Bilder   |
| Freudenberger Straße 22 (Standort)                                                     | Katholische Pfarrkirche St. Margaretha | sogenannte Alte Pfarrkirche, ehemals Wehrkirche, zweischiffige Chorturmkirche, flachgedecktes Langhaus mit tief herabgezogenem Satteldach, Turm über quadratischem Grundriss mit hohem achtseitigem verschiefertem Spitzhelm, Putzfassaden mit Werksteinkanten und -rahmungen, gotische Tympanonportale mit figürlichen Reliefs, Bau im Kern romanisch, 1. Hälfte 13. Jahrhundert, spätgotischer Umbau um 1490, Turmerhöhung 1585, Erweiterungen, nachgotisch, 1607 | D-6-76-116-9 Wikidata            | weitere Bilder   |
| Freudenberger Straße 22; Nähe Freudenberger Straße; Freudenberger Straße 20 (Standort) | Friedhofsmauer                         | in Resten erhaltene Ummauerung des ehemals befestigten Kirchhofes, stellenweise mit Kragsteinen und später eingelassenen Grabsteinen | D-6-76-116-9 Wikidata            | weitere Bilder   |
| Nähe Freudenberger Straße (Standort)                                                   | Kreuzigungsgruppe                      | altarähnlicher Sockel mit Stifterreliefs im Antependium, darauf Kruzifix mit Assistenzfiguren, Sandstein, Spätrenaissance, 1614 | D-6-76-116-9 Wikidata            | weitere Bilder   |
| Freudenberger Straße 24 (Standort)                                                     | Mauer                                  | Einfriedung des ehemaligen Pfarrgartens mit drei Sandsteinpfeilern und Radabweisern, Sandstein, 18. Jahrhundert | D-6-76-116-10 Wikidata           | weitere Bilder   |
| Freudenberger Straße 28 (Standort)                                                     | Bauernhaus                             | giebelständiges zweigeschossiges verputztes Fachwerkhaus mit vorkragendem Obergeschoss, geschnitztem Fenstererker und Halbwalmdach, 17. Jahrhundert Erdgeschoss verändert | D-6-76-116-11 Wikidata           | Bauernhaus       |
| Freudenberger Straße 35 (Standort)                                                     | Bauernhaus                             | giebelständiges Fachwerkhaus mit Zierfachwerk, Erdgeschoss zur Straße massiv mit gekuppelten Sandsteinfenstergewänden, bezeichnet 1602, ehemaliger bauzeitlicher Torbogen in Resten als Mauerpfeiler erhalten | D-6-76-116-12 Wikidata           | weitere Bilder   |
| Freudenberger Straße 46 (Standort)                                                     | Bauernhof                              | Bauernhaus, giebelständiger Schopfwalmdachbau mit Zierfachwerkobergeschoss, 1644, Erdgeschoss verändert; Scheune, Fachwerkscheune mit Satteldach und kleinem abgeschlepptem Anbau, vor 1844 | D-6-76-116-13 Wikidata           | weitere Bilder   |
| Freudenberger Straße 47 (Standort)                                                     | Zaunpfosten                            | Relief mit Jahreszahl im Wappenschild und darunter Steinmetzzeichen, Sandstein, bezeichnet 1525 | D-6-76-116-14 Wikidata           | Zaunpfosten      |
| Freudenberger Straße 49; Freudenberger Straße 47 a (Standort)                          | Bauernhaus                             | giebelständiger zweigeschossiger Satteldachbau mit verputztem Fachwerkobergeschoss, 18. Jahrhundert, Heiligennische mit 'Hl. Familie u. Hl. Geist', wohl Holz, bezeichnet 1738, und Rest eines Torbogens mit Radabweisern, Sandstein, 16./17. Jahrhundert | D-6-76-116-15 Wikidata           | weitere Bilder   |
| Freudenberger Straße 49, 47 a (Standort)                                               | Nepomukstatue                          | farbig gefasster Sandstein, bezeichnet 1760, renoviert 2002, auf Mauerrest mit erneuerter Inschrifttafel sowie gegenüberliegendem Rest des Torbogens und Konsolen eines ehemaligen Sitznischenportals, Sandstein, 16./17. Jahrhundert | D-6-76-116-15 Wikidata           | weitere Bilder   |
| Freudenberger Straße 51 (Standort)                                                     | Bauernhaus                             | giebelständiges verputztes Fachwerkhaus mit vorkragendem Obergeschoss, Anfang 17. Jahrhundert, Erdgeschoss verändert | D-6-76-116-16 Wikidata           | BW               |
| Freudenberger Straße 51 (Standort)                                                     | Torbogen                               | Rundbogen mit profiliertem Gewände und Wappenschild im Schlussstein, Sandstein, bezeichnet 1610 | D-6-76-116-16 Wikidata           | Torbogen         |
| Freudenberger Straße 55 (Standort)                                                     | Bauernhof                              | Wohnstallhaus, giebelständiger zweigeschossiger Halbwalmdachbau in Ecklage, massives verputztes Erdgeschoss mit teilweise gekuppelten Renaissance-Fenstergewänden und Ansatz eines ehemaligen Torbogens, Sandstein, Zierfachwerk im Obergeschoss und Giebel, um 1600, rückwärtiger Teil mit Stallnutzung unter gleichem Dach mit Spitzgiebel | D-6-76-116-17 Wikidata           | weitere Bilder   |
| Freudenberger Straße 55 (Standort)                                                     | Bauernhof                              | Nebengebäude, kleiner giebelständiger zweigeschossiger Satteldachbau mit verputztem Fachwerkobergeschoss, vor 1850, das massive Erdgeschoss mit Rest des ehemaligen Torbogens, teilweise um 1600 | D-6-76-116-17 Wikidata           | BW               |
| Hauptstraße 6 (Standort)                                                               | Wohnhaus                               | giebelständiger Schopfwalmdachbau mit Obergeschoss, Erdgeschoss verändert, bezeichnet 1581 | D-6-76-116-19 Wikidata           | weitere Bilder   |
| Hauptstraße 8 (Standort)                                                               | Wohnhaus                               | giebelständiges zweigeschossiges verputztes Fachwerkhaus mit Kellersockel, Heiligennische und Satteldach, 18. Jahrhundert | D-6-76-116-20 Wikidata           | BW               |
| Hauptstraße 12 (Standort)                                                              | Wohnhaus                               | giebelständiges verputztes Fachwerkhaus mit vorkragenden Geschossen über hohem Kellersockel mit Krüppelwalmdach, 16./17. Jahrhundert | D-6-76-116-21 Wikidata           | BW               |
| Hauptstraße 12 (Standort)                                                              | Hausmadonna                            | mit Kind, Holz, 19. Jahrhundert | D-6-76-116-21 zugehörig Wikidata | weitere Bilder   |
| Hauptstraße 15 (Standort)                                                              | Bauernhof                              | Ehemaliges Zehenthaus, Wohnhaus, giebelständiger zweigeschossiger Schopfwalmdachbau mit verputztem Fachwerkobergeschoss und verschiefertem Giebel, 16./17. Jahrhundert, Erdgeschoss verändert | D-6-76-116-22 Wikidata           | weitere Bilder   |
| Hauptstraße 15 (Standort)                                                              | Bauernhof                              | Torbogen, profilierter Rundbogen mit Fußgängerpforte, Sandstein, um 1600 | D-6-76-116-22 Wikidata           | weitere Bilder   |
| Hauptstraße 16 (Standort)                                                              | Hausmadonna                            | gekrönte Madonna mit Kind auf Konsole, Nachschöpfung des 16. Jahrhunderts, Holz, 2. Hälfte 19. Jahrhundert | D-6-76-116-23 Wikidata           | weitere Bilder   |
| Hauptstraße 23 (Standort)                                                              | Gasthof                                | Gasthaus, zweigeschossiges Fachwerkhaus mit Durchfahrt über L-förmigem Grundriss, Walmdach mit breiter verschieferter Walmgaube, heutiges Erscheinungsbild durch Anbauten im 18. Jahrhundert entstanden, im Kern älter, Straßenfassade im Erdgeschoss durch Sandsteinmauerwerk erneuert, 19. Jahrhundert | D-6-76-116-25 Wikidata           | weitere Bilder   |
| Hauptstraße 23 (Standort)                                                              | Gasthof                                | Saalanbau, traufständiger eingeschossiger Satteldachanbau in Ecklage, Fachwerk mit großen Saalfenstern, Giebelfassade mit Verbretterung und Dachgespärre im 'Schweizerstil', um 1900 | D-6-76-116-25 Wikidata           | Gasthof          |
| Hauptstraße 24 (Standort)                                                              | Heiligenfigur                          | Lourdes-Madonna, vermutlich Gips, im verglasten Blechschrein, nach 1864 / 1. Hälfte 20. Jahrhundert | D-6-76-116-24 Wikidata           | weitere Bilder   |
| Hauptstraße 32 (Standort)                                                              | Wohnhaus                               | dreiseitig freistehendes Wohnhaus auf V-förmigem Grundriss, östlicher zweigeschossiger giebelständiger Flügel mit übereck vorkragendem verputztem Fachwerkobergeschoss und Schopfwalmdach, 1563, nördlicher eingeschossiger giebelständiger Satteldachanbau mit verputztem Fachwerkgiebel, 17. Jahrhundert – 1. Hälfte 19. Jahrhundert, beide Flügel einseitig unter großem Walm zusammengefasst, Hausmadonna, Holz mit Blechschirm, neobarock, bezeichnet 1954     | D-6-76-116-26 Wikidata           | weitere Bilder   |
| Hauptstraße 34 (Standort)                                                              | Wohnhaus                               | giebelständiges eingeschossiges Fachwerkhaus mit hohem Kellersockel und Krüppelwalm, 19. Jahrhundert | D-6-76-116-27 Wikidata           | weitere Bilder   |
| Hauptstraße 46 a (Standort)                                                            | Einfriedung                            | Torpfosten mit Radabweiser, Sandstein, bezeichnet 1544 | D-6-76-116-31 Wikidata           | weitere Bilder   |
| Hauptstraße, Freudenberger Straße (Standort)                                           | Bildstock                              | Pfeiler (erneuert) mit geschweiftem Kreuzdach-Reliefaufsatz, auf drei Seiten identische Kruzifixe, Sandstein, 18. Jahrhundert | D-6-76-116-29 Wikidata           | Bildstock        |
| Höhenbahnweg 2 (Standort)                                                              | Bildstock                              | Pfeiler mit ehemaligem Nischenaufsatz, monolith. Sandstein, 17./18. Jahrhundert umgearbeitet zum Pfeiler für Pietà, 18./19. Jahrhundert, teilweise erneuert | D-6-76-116-34 Wikidata           | BW               |
| Krummgasse 2 (Standort)                                                                | Rathaus                                | zweigeschossiger Satteldachbau mit dreigeschossigen geschweiften Blendgiebeln, hohes Schieferdach mit Spitzgauben, Putzfassade mit Sandsteinrahmungen und -kanten sowie Inschriftkartusche, Durchfahrt mit Rundbogenrahmungen und Sitznischen, halb vortretender polygonaler Treppenturm mit Schieferhaube, Renaissance, Kellerbogen bezeichnet 1564, Erdgeschossportal bezeichnet 1590; mit Ausstattung                                                            | D-6-76-116-36 Wikidata           | weitere Bilder   |
| Krummgasse 4 (Standort)                                                                | Gasthaus                               | traufständiger zweigeschossiger Satteldachbau mit Fachwerkobergeschoss, 2. Hälfte 19. Jahrhundert, massives verputztes Erdgeschoss vermutlich älter, Keller 1581 | D-6-76-116-37 Wikidata           | weitere Bilder   |
| Krummgasse 8 (Standort)                                                                | Wohnhaus                               | Kleinhaus, traufständiger eingeschossiger Satteldachbau mit Sandsteinsockel, wohl 17. Jahrhundert | D-6-76-116-38 Wikidata           | Wohnhaus         |
| Krummgasse 10 (Standort)                                                               | Wohnhaus                               | Ehemaliges Wohnstallhaus, giebelständiges eingeschossiges verputztes Fachwerkhaus auf Kellersockel, mit Einfahrt, 17./18. Jahrhundert | D-6-76-116-39 Wikidata           | Wohnhaus         |
| Krummgasse 10 (Standort)                                                               | Nebengebäude                           | unter gemeinsamem First direkt anschließender Stall mit massivem Sandstein-Erdgeschoss und halbem Fachwerkobergeschoss, 19. Jahrhundert | D-6-76-116-39 Wikidata           | Nebengebäude     |
| Martinsgasse (Standort)                                                                | Drei Steinkreuze                       | davon eines mit Kreuzrelief und eines mit Schildbuckel und darunter Fisch, Sandstein, wohl 12. Jahrhundert | D-6-76-116-49 Wikidata           | Drei Steinkreuze |
| Martinsgasse 6 (Standort)                                                              | Hausmadonna                            | Pietà in Muschelnische, Neorenaissance, Sandstein, 2. Hälfte 19. Jahrhundert | D-6-76-116-42 Wikidata           | Hausmadonna      |
| Martinsgasse 10 (Standort)                                                             | Hausmadonna                            | gekrönte Madonna mit Kind, farbig gefasster Sandstein, 17./18. Jahrhundert | D-6-76-116-43 Wikidata           | Hausmadonna      |
| Martinsgasse 24 (Standort)                                                             | Katholische Kapelle St. Martin         | einschiffiger Saalbau mit eingezogenem Rechteckchor, Satteldach und verschieferter Giebelreiter mit Schweifhaube, Putzfassade mit Sandsteinrahmungen, gotisches Westportal mit Relieffeld 'Hl. Martin', gotisches Türblatt mit alten Beschlägen, um 950, Veränderungen um 1200, um 1430 und um 1590; mit Ausstattung | D-6-76-116-40 Wikidata           | weitere Bilder   |
| Nähe Freudenberger Straße (Standort)                                                   | Mariensäule                            | Pfeiler mit geböschten Kanten, Sandstein, 19. Jahrhundert, darauf gekrönte Madonna mit Kind, Sandstein zum Teil vergoldet, 18. Jahrhundert | D-6-76-116-8 Wikidata            | weitere Bilder   |
| Nähe Hauptstraße (Standort)                                                            | Mariensäule                            | Pfeiler mit geböschten Kanten und korinthisierendem Kapitell sowie Freiplastik der gekrönten Madonna mit Kind, Sandstein, bezeichnet 1889 | D-6-76-116-30 Wikidata           | Mariensäule      |
| Nähe Miltenberger Straße; Sandweg 2 (Standort)                                         | Kreuzigungsgruppe                      | Mitte 18. Jahrhundert, Kruzifix ersetzt | D-6-76-116-45 Wikidata           | BW               |
| Nähe Mühlweg (Standort)                                                                | Einfassung                             | Zaunpfosten (ehemals Martinsgasse 4), Sandstein, bezeichnet 1538 | D-6-76-116-46 Wikidata           | BW               |
| Mühlweg 15/17 (Standort)                                                               | Kath. Pfarrkirche St. Margareta        | Satteldachbau mit Seitenschiffen, Querhaus mit Pultdächern, stumpf schließende Chorwand, Westgiebel verglast, Sockelgeschoss für Gemeindenutzung, südlich Campanile aus Betonfertigteilen, 1960–1961 von Hans Schädel unter Mitarbeit von Friedrich Ebert und Jörg Gründel; mit Ausstattung | D-6-76-116-52                    | BW               |
| Riegel (Standort)                                                                      | Sogenannte 'Riegelsteine'              | zwei Stelenpaare mit Lochbohrung einen gepflasterten Weg flankierend, Sandstein, 17. Jahrhundert | D-6-76-116-1 Wikidata            | BW               |
| Streckfuß 44 (Standort)                                                                | Tabakhalle                             | viergeschossiger Holzbau mit Satteldach, Satteldachgaube auf dem First und traufseitigen Jalousiewänden, 1933 | D-6-76-116-51 Wikidata           | weitere Bilder   |
| Sankt-Urbanus-Straße (Standort)                                                        | Kruzifix                               | Prozessionsaltar, mit Kruzifix, bezeichnet 1747, Kreuzbalken und Korpus ersetzt | D-6-76-116-47 Wikidata           | weitere Bilder   |
| Sankt-Urbanus-Straße (Standort)                                                        | Bildstock                              | Bildhäuschen mit Satteldach-Nischenaufsatz über Tischsockel, Sandstein, teilweise verputzt, 17. Jahrhundert, später auf Rückseite eine zweite Nische eingefügt | D-6-76-116-33 Wikidata           | Bildstock        |
| Weidengasse 3 (Standort)                                                               | Bauernhaus                             | giebelständiger zweigeschossiger Krüppelwalmdachbau mit verputztem Fachwerkobergeschoss, 16./17. Jahrhundert, massives verputztes Erdgeschoss mit Werksteinkanten und Rahmungen, wohl 18. Jahrhundert, Hausmadonna mit Kind, Holz, 15. Jahrhundert | D-6-76-116-48 Wikidata           | BW               |
| Weidengasse 3 (Standort)                                                               | Zaunpfosten                            | mit reliefiertem Schild, Sandstein, bezeichnet 1529 | D-6-76-116-48 Wikidata           | BW               |